# Syntaxe du tsez
Pour un article plus général, voir Tsez.

## Le groupe du nom
Les groupes du nom (GN) s’organisent par définition autour d’un substantif, qui peut être un nom, un pronom ou une expression substantivée telle qu’un participe marqué du nominalisateur -łi, un déverbal (masdar), ou un adjectif substantivé restrictif (comme en anglais : « the older one », le plus vieux) ; ce dernier porte le suffixe -ni juste derrière le radical de l’adjectif. Ils sont tous fléchis à tous les cas.
Comme le tsez est une langue de type « déterminant en tête », tous les modificateurs précèdent le nom principal et s’accordent avec lui en classe. L’ordre normal (= neutre) des modificateurs est habituellement le suivant :
1. clause relative
2. pronom possessif non emphatique
3. pronom possessif emphatique
4. adjectif restrictif
5. démonstratif
6. numéral / quantificateur
7. adjectif non restrictif

L’ordre des éléments n° 4, 5 et 6 peut néanmoins varier.
| sideni                                                                    | ʕaƛ-ā          | b-iči-xosi      | nesi-s  | b-aqʼˁu         | žuka-tʼa-ni         | ʕagarłi |
| un autre                                                                  | village-IN:ESS | IPL-être-PRSPRT | il-GEN1 | IPL-beaucoup de | mauvais-DISTR-RESTR | parent  |
| « ses nombreux parents désagréables qui vivent dans le prochain village » |                |                 |         |                 |                     |         |
Les modificateurs peuvent aussi inclure des groupes du nom obliques, lesquels prennent alors l’un des deux suffixes génitifs en fonction du cas du nom principal : -si pour un nom principal à l’absolutif, -zo s’il est à un cas oblique. Ainsi :
ħon-ƛʼo-si ʕadala (« le fou sur la colline », absolutif)
et
ħon-ƛʼo-zo ʕadala-r (« au/vers le fou sur la colline », datif/latif)

## Le groupe du verbe
Les groupes du verbe (GV) sont des groupes de mots dont le terme principal est un verbe ou une copule. Les verbes peuvent avoir des transitivités différentes, ce qui a un effet direct sur la distribution des cas pour leurs arguments nominaux.

### Les copules
Les copules sont utilisées en tsez pour mettre en relation le sujet avec un groupe du nom ou avec des adjectifs prédicatifs, et peuvent dans ces cas être traduits en français par la copule « être ». Le sujet comme le nom prédicatif est à l’absolutif, et donc non marqué. Si une condition contextuelle est décrite sous la forme d’un adjectif, l’adjectif requiert un accord de classe IV. Comparez les exemples suivants :
| ʕAli-s                      | obiy | aħo    | yoł      |
| Ali-GEN1                    | père | berger | être:PRS |
| "Le père d’Ali est berger." |      |        |          |
et
| ciq-qo                            | r-očʼiy  | zow-si      |
| forêt-POSS:ESS                    | IV-froid | être-PSTWIT |
| "Il faisait froid dans la forêt." |          |             |
NB: PSTWIT = passé attesté.

### Les verbes intransitifs
L’argument unique des verbes intransitifs est à l’absolutif (non marqué). Le verbe s’accorde avec le nom en classe.
- Exemple : is b-exu-s ("le taureau est mort").

### Les verbes monotransitifs
Les verbes monotransitifs sont des verbes qui prennent deux arguments. Le tsez étant une langue ergative, le sujet, ou plus précisément l’agent, requiert le cas ergatif, tandis que l’objet direct (ou le patient) requiert le cas absolutif. L’objet direct d’un verbe transitif est donc marqué de la même façon que le sujet d’un verbe intransitif. Là encore, le verbe s’accorde en classe avec l’absolutif (c’est-à-dire l’objet direct).
| žekʼ-ā                      | gulu       | b-okʼ-si           |
| homme-ERG                   | cheval:ABS | III-frapper-PSTWIT |
| "L’homme frappa le cheval." |            |                    |
Les deux arguments (l’agent comme le patient) peuvent être omis s’ils sont clairement sous-entendus à partir du contexte.

### Les verbes ditransitifs
Les verbes ditransitifs sont des verbes qui requièrent trois arguments : un sujet (ou agent), un objet direct (ou patient, parfois aussi appelé thème) et un objet indirect (ou récipiendaire). En français, donner et prêter sont des verbes typiquement ditransitifs. En tsez, l’agent se met à l’ergatif et le patient à l’absolutif. Le cas du récipiendaire dépend de la nature sémantique du transfert de possession ou d’information : s’il s’agit d’un transfert permanent (par exemple donner (en cadeau), le récipiendaire se met au datif/latif (désinence -(e)r), s’il s’agit d’un transfert non permanent (ex. prêter), ou incomplet, le récipiendaire se met à l’un des cas locatifs. Voici deux exemples illustrant cette distinction :
Transfert permanent :
| ʕAl-ā                                                               | kidbe-r   | surat     | teƛ-si        |
| Ali-ERG                                                             | fille-DAT | photo:ABS | donner-PSTWIT |
| "Ali a donné une photo à la fille (pour de bon, c.à.d. en cadeau)." |           |           |               |
Transfert temporaire :
| ʕAl-ā                               | kidbe-qo-r     | surat     | teƛ-si        |
| Ali-ERG                             | fille-POSS-DAT | photo:ABS | donner-PSTWIT |
| "Ali a prêté une photo à la fille." |                |           |               |

### Les propositions affectives
Les propositions affectives ont comme prédicat, soit un verbe de perception, soit un verbe "psychologique", par exemple : "être ennuyé/ennuyer", "devenir connu (passer à la connaissance)", "trouver", "oublier", "détester", "entendre", "savoir", "aimer/apprécier", "regretter (une absence)", "voir", etc. L’expérienceur (qui serait le sujet dans la phrase française correspondante) est habituellement au datif, tandis que le stimulus (l’objet dans la phrase française) se met à l’absolutif.
| ʕAli-r             | Patʼi      | y-eti-x      |
| Ali-DAT            | Fatima:ABS | II-aimer-PRS |
| "Ali aime Fatima." |            |              |

### Les propositions potentielles
Les propositions potentielles sont l’équivalent des propositions françaises qui font intervenir des termes comme "pouvoir" ou "être capable de". En tsez, ceci est exprimé par le suffixe verbal -ł; le sujet de la proposition se met alors au cas possessif (-q(o)) au lieu de l’ergatif, tandis que l’objet du verbe est à l’absolutif.
| kʼetʼu-q                      | ɣˁay     | ħaƛu-ł-xo     |
| chat-POSS:ESS                 | lait:ABS | boire-POT-PRS |
| "Le chat peut boire du lait." |          |               |

### La causativisation
Les constructions causatives (faire faire qqch à qqn) se forment au moyen du suffixe causatif -r. Celui-ci augmente d’une unité la valence de tout verbe. Si un verbe ditransitif est formé à partir d’un transitif, l’argument, qui est à la fois sujet et objet, se met au cas possessif (-q(o)); voir l’exemple ci-dessous (le e devant le suffixe causatif est une voyelle épenthétique) :
| aħ-ā                                            | čanaqan-qo        | zey      | žekʼ-er-si            |
| berger-ERG                                      | chasseur-POSS:ESS | ours:ABS | atteindre-CAUS-PSTWIT |
| "Le berger a fait tuer l’ours par le chasseur." |                   |          |                       |

## L’ordre des mots
Le tsez est une langue où l’élément principal se place à la fin : en dehors des postpositions, les modificateurs tels que les propositions relatives, les adjectifs, les génitifs, les numéraux, précèdent toujours la proposition principale. L’ordre normal à l’intérieur des propositions comportant plus d’un modificateur est le suivant :
Agent/Expérienceur — Récipiendaire — Patient — Locatif — Instrument
L’ordre peut être modifié pour insister sur un groupe du nom particulier.
Bien que d’une façon générale, l’ordre des mots sous-jacent soit de type SOV (sujet – objet – verbe), le prédicat a tendance à se trouver au milieu de la phrase plutôt qu’à la fin. Cet ordre des mots semble se généraliser dans le discours quotidien. Dans un contexte narratif, l’ordre VSO est parfois utilisé également.

## La phrase interrogative
On utilise le suffixe interrogatif  -ā (-yā après une voyelle) pour marquer des questions binaires (oui/non). Il se place sur le terme sur lequel porte la question :
The interrogative suffix -ā (-yā after vowels) is used to mark yes/no-questions. It is added to the word focused by the question:
| kʼetʼu                                    | ɣˁutk-ā       | yoł-ā?       |
| chat:ABS                                  | maison-IN:ESS | être:PRS-INT |
| "Est-ce que le chat est dans la maison ?" |               |              |
| kʼetʼu-yā                                 | ɣˁutk-ā       | yoł?     |
| chat:ABS-INT                              | maison-IN:ESS | être:PRS |
| "Est-ce le chat qui est dans la maison ?" |               |          |
| kʼetʼu                                          | ɣˁutk-ā-yā        | yoł?     |
| chat:ABS                                        | maison-IN:ESS-INT | être:PRS |
| "Est-ce dans la maison que se trouve le chat ?" |                   |          |

## La négation
La particule négative ānu suit le constituant mis au négatif ; si c’est la phrase entière qui doit être mise au négatif, on utilise des suffixes verbaux (voir Morphologie du tsez, qui détaille également le cas de l’impératif, du prohibitif et de l’optatif).

## La coordination
La coordination des propositions (telle qu’elle peut être réalisée en français par la conjonction "et") est peu courante en tsez. Les groupes du nom sont coordonnés par l’adjonction du suffixe -n (après voyelle) ou -no (après consonne) à tous les éléments de l’énumération ; ainsi "la poule et le coq" sera onuču-n mamalay-no. Dans les phrases conditionnelles, la conjonction "alors" peut être exprimée par le mot yołi:
| tatanu                                                                                     | ɣudi     | r-oq-si           | yołi | eli     | ker-āɣor       | esanad-a       | b-ikʼ-a       | zow-si      |
| chaud                                                                                      | jour:ABS | IV-devenir-PSTWIT | COND | 1PL:ABS | rivière-IN:ALL | se baigner-INF | IPL-aller-INF | être-PSTWIT |
| "S’il s’était mis à faire chaud, (alors) nous serions allés nous baigner dans la rivière." |          |                   |      |         |                |                |               |             |

## La subordination

### Propositions relatives
Tout argument ou complément d’une phrase peut devenir l’élément principal d’une proposition relative, même les objets indirects et les adverbiaux. Le prédicat d’une telle proposition est toujours un participe, et la construction relative précède le substantif principal. Les constituants peuvent aussi être empruntés à des propositions enchâssées. Toutefois, il n’est pas possible d’élever, dans une phrase possessive, le possesseur à la position principale d’une construction relative.
Les exemples qui suivent montrent comment les différents arguments (exemples 2, 3 et 4) et un complément adverbial (exemple 5) sont relativisés à partir de la phrase de base de l’exemple 1 :
Exemple 1 (standard):
| už-ā                                            | kidb-er   | gagali    | teƛ-si/teƛ-xo            |
| garçon-ERG                                      | fille-DAT | fleur:ABS | donner-PSTWIT/donner-PRS |
| "Le garçon a donné/donne une fleur à la fille." |           |           |                          |
Exemple 2 (relativisation de l’agent):
| kidb-er                                            | gagali    | tāƛ-ru/teƛ-xosi             | uži        |
| fille-DAT                                          | fleur:ABS | donner-PSTPRT/donner-PRSPRT | garçon:ABS |
| "le garçon qui a donné/donne une fleur à la fille" |           |                             |            |
Exemple 3 (relativisation du patient):
| už-ā                                               | kidb-er   | tāƛ-ru/teƛ-xosi             | gagali    |
| garçon-ERG                                         | fille-DAT | donner-PSTPRT/donner-PRSPRT | fleur:ABS |
| "la fleur que le garçon a donnée/donne à la fille" |           |                             |           |
Exemple 4 (relativisation du récipiendaire):
| už-ā                                              | gagali    | tāƛ-ru/teƛ-xosi             | kid       |
| garçon-ERG                                        | fleur:ABS | donner-PSTPRT/donner-PRSPRT | fille:ABS |
| "la fille à qui le garçon a donné/donne la fleur" |           |                             |           |
Exemple 5 (relativisation du complément):
| už-ā                                                     | kidb-er   | gagali    | tāƛ-ru/teƛ-xosi             | ɣudi     |
| garçon-ERG                                               | fille-DAT | fleur:ABS | donner-PSTPRT/donner-PRSPRT | jour:ABS |
| "le jour où le garçon a donné/donne la fleur à la fille" |           |           |                             |          |

### Propositions adverbiales
Il existe plusieurs sortes de propositions adverbiales.
Les propositions adverbiales temporelles sont celles qui décrivent une séquence chronologique de deux actions, comme en français Avant qu’il ne commence à pleuvoir, nous étions rentrés à la maison. ou Nous parlions tout en marchant. En tsez, cette relation est marquée par des suffixes verbaux qui transforment l’un des verbes en coverbe. Voir le tableau des suffixes de coverbes dans la section Formes non conjuguées de l’article Morphologie du tsez.
Les propositions adverbiales locales utilisent des coverbes locatifs, qui sont également formés par ajout d’un suffixe au verbe. Ce suffixe est -z-ā-, et la voyelle précédant la dernière consonne du verbe lui-même est allongée en ā. Ce coverbe constitue le terme principal du groupe de mots local et peut donc recevoir un suffixe locatif normalement réservé aux noms.
Les propositions adverbiales causales, qui en français sont habituellement exprimées à l’aide de parce que, comme, puisque, etc. prennent le suffixe coverbal -xoy, -za-ƛʼ ou -za-q.
Il y a d’autres sortes de propositions adverviales : voir la section indiquée de Morphologie du tsez.

### Propositions infinitives
Les verbes modaux, les verbes composés, les verbes de déplacement et les verbes « psychologiques » peuvent tous être accompagnés par un verbe à l’infinitif. Les déverbaux ou masdars (formés avec le suffixe -(a)ni) peuvent être utilisés à la place d’un infinitif ; ils expriment plus fortement le but. Ces déverbaux apparaissent également avec des verbes « psychologiques » tels que avoir peur de et se mettent alors habituellement au cas possessif (désinence -q).

### Propositions complétives
Lorsqu’une proposition est utilisée à la place d’un nom, comme dans Le père savait [que le garçon voulait du pain] , on peut attacher le suffixe optionnel de substantivation -łi au prédicat de la proposition enchâssée. La proposition relève alors de la classe nominale IV :
| obi-r                                             | [uži-r      | magalu   | b-āti-ru-łi]             | r-iy-si          |
| père-DAT                                          | [garçon-DAT | pain:ABS | III-vouloir-PSTPRT-NMLZ] | IV-savoir-PSTWIT |
| "Le père savait [que le garçon voulait du pain]." |             |          |                          |                  |

### Discours rapporté
Lorsqu’un verbe de communication comme dire, demander, crier introduit un discours rapporté, le propos rapporté est suivi de la particule clitique de citation ƛin, qui est suffixée aux verbes et reste isolée dans tous les autres cas. Il faut remarquer que le point de vue et le temps du propos originel sont conservés, de sorte que la seule différence entre le style direct et indirect est la présence de la particule ƛin. Exemple :
| ʕAl-ā                           | dā-q         | quno  | ocʼcʼino | qʼˁano | ƛeb        | yoł-ƛin       | eƛi-s       |
| Ali-ERG                         | 1SG-POSS:ESS | vingt | dix      | deux   | années:ABS | être:PRS-QUOT | dire-PSTWIT |
| "Ali a dit qu’il avait 32 ans." |              |       |          |        |            |               |             |